# シオプロ
シオプロは、テレビ番組の制作を行う制作プロダクション。『ガチンコ!』などTBS系列番組でディレクターを務めていた塩谷泰孝によって、2005年に設立。お笑い番組、バラエティ番組を中心に展開し、『リンカーン』『ゴッドタン』『そんなバカなマン』『バナナサンド』『チャンスの時間』等バラエティ番組を多数制作した。

## 所属スタッフ

### 演出・プロデューサー
- 塩谷泰孝（社長）

### プロデューサー
- 小室良太
- 美濃部遥香

### 演出・ディレクター
- 斉藤崇
- 双津大地郎
- 廣田彰大
- 高井翔太朗
- 馬庭広明
- 岡千尋
- 鞠子千晶
- 牧野玖美

### AP
- 田辺夏子
- 谷口晴楽

### AD
- 小林大起
- 一瀬航哉
- 牧麦
- 東山将典
- 横山銀次郎
- 武井広輝

### デスク
- 松崎由美
- 寺本文子

## 主な制作作品

### テレビ番組
（凡例）太字：現在放映中また継続中（特番の場合）の番組・これから放映される番組、※スタッフ協力担当番組。

#### 2010年7月 - 2019年12月
レギュラー番組
- 全種類。（TBS、JNN系列一部ネット　2010年6月29日 - ）※
- リンカーン（TBS、JNN系列全国ネット　2010年7月6日 - 2013年9月10日）
- ゴッドタン（テレビ東京、TXN系列一部ネット　2010年7月7日 - ）
- コレってアリですか?（日本テレビ、NNS系列全国ネット　2010年7月27日 - 2011年9月13日）※
- クイズ☆タレント名鑑（TBS、JNN系列全国ネット　2010年8月1日 - 2012年3月25日）※
- 奇跡ゲッター ブットバース!!（TBS、JNN系列全国ネット　2010年11月20日 - 2011年7月30日）※
- キカナイト（フジテレビ、FNS系列全国ネット　2011年7月5日 - 2012年3月20日）※
- Asian Ace（TBS、JNN系列全国ネット　2011年10月1日 - 2012年9月29日）※
- 世界は言葉でできている 第1期深夜版（フジテレビ、FNS系列一部ネット　2011年10月4日 - 2012年3月20日）
- たりないふたり-山里亮太と若林正恭- The (without) gentle and The (without) sociability.（日本テレビ、NNS系列一部ネット　2012年4月4日 - 6月20日）※
- タカトシの時間ですよ!（TBS、JNN系列一部ネット　2012年4月11日 - 9月26日）※
- キカナイトF（フジテレビ、FNS系列全国ネット　2012年4月20日 - 9月21日）※
- 火曜曲!（TBS、JNN系列全国ネット　2012年4月24日 - 2013年9月3日）※
- テラスハウス（フジテレビ、FNS系列全国ネット　2012年10月12日 - 2013年1月4日）※
- 世界は言葉でできている 第2期ゴールデンタイム版（フジテレビ、FNS系列全国ネット　2012年10月24日 - 12月19日）※
- ピラメキーノ640（テレビ東京、TXN系列全国ネット　2013年4月1日 - 2015年9月25日）※
- 女子アナの罰（TBS、JNN系列一部ネット　2013年4月17日 - 2014年3月26日）※
- Kiss My Fake（TBS、JNN系列一部ネット　2013年10月24日 - 2014年3月20日）※
- もっとたりないふたり（日本テレビ、NNS系列一部ネット　2014年4月12日 - 6月28日）※
- 水曜日のダウンタウン（TBS、JNN系列全国ネット　2014年4月23日 - ）※
- 有吉ジャポン（TBS、JNN系列一部ネット　2014年4月25日 - ）※
- ウーマン・オン・ザ・プラネット（日本テレビ、NNS系列全国ネット　2014年6月7日 - 2015年3月28日）※
- そんなバカなマン（フジテレビ、FNS系列一部ネット　2015年4月14日 - 2017年3月20日）
- クレイジージャーニー（TBS、JNN系列一部ネット　2015年4月16日 - 2019年9月4日）※
- 乃木坂工事中（テレビ愛知、テレビ東京系列全国ネット　2015年4月20日 - ）※
- ご本、出しときますね?（BSジャパン、TXN系列一部ネット、 2016年4月8日 - 6月24日）
- 万年B組ヒムケン先生（TBS、JNN系列一部ネット　2016年4月25日 - 2017年3月28日）
- 勇者ああああ（テレビ東京、TXN系列一部ネット　2017年4月7日 - ）※
- 良かれと思って!（フジテレビ、FNS系列全国ネット　2017年4月19日 - 2018年3月28日）※
- ジャンクSPORTS（フジテレビ、FNS系列全国ネット　2018年1月28日 - ）※
- ノンストップ!（フジテレビ、FNS系列一部ネット　2018年4月2日 - ）※
- あちこちオードリー〜春日の店あいてますよ?〜（テレビ東京、2019年10月5日 - ）※

連続ドラマ
- ウレロ☆未確認少女（テレビ東京、TXN系列一部ネット　2011年10月7日 - 12月23日）
- ウレロ☆未完成少女（テレビ東京、TXN系列一部ネット　2012年7月13日 - 10月5日）
- ウレロ☆未体験少女（テレビ東京、TXN系列一部ネット　2014年1月10日 - 3月28日）
- 雨天中止ナイン（テレビ東京、TXN系列一部ネット　2014年5月12日 - 6月2日）

スペシャル番組
- 史上空前!! 笑いの祭典 ザ・ドリームマッチ7（TBS、JNN系列全国ネット　2011年1月1日）※
- タカトシの時間ですよ! パイロット特番第1弾（TBS、JNN系列一部ネット　2011年12月10日）※
- 史上空前!! 笑いの祭典 ザ・ドリームマッチ8（TBS、JNN系列全国ネット　2012年1月1日）※
- タカトシの時間ですよ! パイロット特番第2弾（TBS、JNN系列全国ネット　2012年3月27日）※
- 耳が痛いテレビ（日本テレビ、NNS系列全国ネット　2012年4月3日 - ）※
- タカトシの時間ですよ! 水トク版第1弾（TBS、JNN系列全国ネット　2012年10月17日）※
- 史上空前!! 笑いの祭典 ザ・ドリームマッチ9（TBS、JNN系列全国ネット　2013年1月1日）※
- タカトシの時間ですよ! 水トク版第2弾（TBS、JNN系列全国ネット　2013年1月23日）※
- クイズ☆正解は一年後（TBS、JNN系列一部ネット　2013年12月30日 - ）
- 笑いの王者が大集結!ドリーム東西ネタ合戦（TBS、JNN系列全国ネット　2014年1月1日 - ）
- 設楽矢作の仲間になったらこうなった（TBS、JNN系列一部ネット　2014年1月7日）
- そんなバカなマン パイロット版（フジテレビ、FNS系列一部ネット　2014年4月1日 - 11月16日）
- 設楽矢作のワロスタシー（TBS、JNN系列一部ネット　2014年4月8日）
- ドリームマッチ2014 夏祭り（TBS、JNN系列全国ネット　2014年7月6日）※
- リンカーン復活特番 リンカーン芸人大運動会2014（TBS、JNN系列全国ネット　2014年10月8日）※
- とんぱちオードリー（フジテレビ、FNS系列一部ネット　2014年10月12日・2015年4月13日・9月29日・2016年4月5日）
- クレイジージャーニー パイロット版（TBS、JNN系列一部ネット　2015年1月1日）※
- カップルハンター（関西テレビ、FNS系列一部ネット　2015年1月2日）
- ほんとになった作り話（日本テレビ、NNS系列全国ネット　2015年4月27日 - ）※
- バナおぎやドリーのもろもろのハナシ（フジテレビ、FNS系列全国ネット　2016年10月6日・2017年1月6日・4月13日 - 9月28日・2018年1月4日・2018年7月5日）※

#### 2020年代
レギュラー番組
- バナナサンド（TBS、JNN系列ほか一部ネット　2020年4月 - ）
- 考えすぎちゃん ON TV〜ワンクールだけの大冒険〜（テレビ東京　2021年10月 - 12月）※
- オドオド×ハラハラ（フジテレビ、2023年10月 - ）※

スペシャル番組
- 開運!!バナナバカリぶらり（フジテレビ、FNS系列全国ネット　2020年1月1日 - ）
- 前人未答〜過酷すぎて誰もやらない挑戦〜（フジテレビ、FNS系列全国ネット　2020年1月1日 - ）
- 漫才JAPAN（日本テレビ、2021年2月14日 - ）※
- バチくるオードリー（フジテレビ、2021年11月10日・17日）※[2]

### マルチメディア配信

#### 2010年7月 -
レギュラー番組
- お願い!宇宙人（BeeTV　2012年10月20日 - 12月28日）
- 坂上忍とワケあり女〜こんな私にいくら貸してくれますか?〜（BeeTV　2014年5月-7月）
- バラエティ開拓バラエティ 日村がゆく（AbemaTV　2017年4月26日 - ）
- フジモンが芸能界から干される前にやりたい10のこと（AbemaTV　2016年10月5日 - 2018年10月19日）
- チャンスの時間（AbemaTV　2018年4月17日 - ）

スペシャル番組
- トークサバイバー!（Netflix　2022年3月8日 - 一括配信）※

### ビデオパッケージ（DVD、Blu-ray）

#### 2010年7月 -
ドラマ
- ウレロ☆未確認少女 DVD号外版（「ウレロ☆未確認少女」製作委員会　2011年12月22日）
- ウレロ☆未確認少女 DVD-BOX（「ウレロ☆未確認少女」製作委員会　2012年2月29日）
- ウレロ☆未完成少女 DVD-BOX（「ウレロ☆未完成少女」製作委員会　2012年12月19日）
- ウレロ☆未完成少女 Blu-ray BOX（「ウレロ☆未完成少女」製作委員会　2012年12月19日）

### イベント

#### 2010年7月 -
お笑いライブ、舞台
- 舞台 ウレロ☆未公開少女（2013年3月2日 - 3日）
- 舞台 ウレロ☆未解決少女（2015年1月30日 - 2月1日）